# Erebosz
Erebosz a görög mitológiában az ősi sötétség, Khaosz gyermeke, aki szintén az ősi sötétség megtestesítője volt. A legendák szerint Erebosz együtt született Nüxszel, az éjszakával. Gyermekei közé tartozik Aithér, a mennyboltot megtestesítő istenség, Heméra, a nappal istennője és egyes források Kharónt, az alvilág révészét is gyermekei közé sorolják. 
Később Erebosz, mint az ősi sötétség lekerült az alvilágba. A Tartarosz fölötti túlvilági részt nevezték az idő múlásával Erebosznak. Ide is bűnös lelkek jutottak le, de a tisztító tűzben volt lehetőségük, hogy akár az elíziumi mezőkre kerüljenek. A mítosz szerint Erebosz és Nüx gyermeke volt Erósz is.